# Argentinië op de Olympische Winterspelen 1994
Tijdens de Olympische Winterspelen van 1994 die in Lillehammer werden gehouden nam Argentinië deel met 10 sporters. Er werden geen medailles veroverd, de 21e plaats van Francisca Steverlynck op het onderdeel combinatieskiën was de beste prestatie van de Argentijnse atleten tijdens deze Winterspelen.

## Deelnemers en resultaten
(m) = mannen, (v) = vrouwen 

### Alpineskiën
| Olympiër                | Discipline       | Resultaat | Prestatie                                                                              |
| ----------------------- | ---------------- | --------- | -------------------------------------------------------------------------------------- |
| Gáston Begue (2)        | super g (m)      | 48e       | 1.41,21 (+8,68)                                                                        |
| Carlos Manuel Bustos    | super g (m)      | DNF       | opgave                                                                                 |
| Federico van Ditmar (3) | super g (m)      | DNF       | opgave                                                                                 |
| Federico van Ditmar (3) | reuzenslalom (m) | DNF-1     | run 1: opgave                                                                          |
| Federico van Ditmar (3) | slalom (m)       | DNF-1     | run 1: opgave                                                                          |
| Maríano Puricelli       | afdaling (m)     | 45e       | 1.52,38 (+6,63)                                                                        |
| Maríano Puricelli       | combinatie (m)   | DNF-s1    | afdaling: 1.43,13 slalom: run 1: opgave                                                |
|                         |                  |           |                                                                                        |
| Carola Calello          | super g (v)      | 45e       | 1.35,87 (+13,72)                                                                       |
| Dominique Ezquerra      | super g (v)      | 43e       | 1.32,71 (+10,56)                                                                       |
| Gabriela Quijano        | afdaling (v)     | 43e       | 1.49,26 (+13,33)                                                                       |
| Gabriela Quijano        | super g (v)      | 44e       | 1.33,45 (+11,30)                                                                       |
| Gabriela Quijano        | slalom (v)       | 26e       | run 1: 1.09,70 run 2: 1.07,56 totaal: 2.17,26 (+21,25)                                 |
| Gabriela Quijano        | combinatie (v)   | 22e       | afdaling: 1.39,88 slalom: 1.53,63 run 1: 57,87 run 2: 55,76 totaal: 3.33,51 (+28,35)   |
| Francisca Steverlynck   | afdaling (v)     | 41e       | 1.46,76 (+10,83)                                                                       |
| Francisca Steverlynck   | super g (v)      | 42e       | 1.32,56 (+10,41)                                                                       |
| Francisca Steverlynck   | combinatie (v)   | 21e       | afdaling: 1.37,10 slalom: 1.55,54 run 1: 58,98 run 2: 56,56 totaal: 3.32,64 (+27,48)   |
| Jennifer Taylor         | afdaling (v)     | 44e       | 1.49,53 (+13,60)                                                                       |
| Jennifer Taylor         | combinatie (v)   | 25e       | afdaling: 1.39,18 slalom: 2.05,09 run 1: 1.06,47 run 2: 58,62 totaal: 3.44,27 (+39,11) |

### Biatlon
| Olympiër       | Discipline | Resultaat | Prestatie                                    |
| -------------- | ---------- | --------- | -------------------------------------------- |
| María Giro (2) | 7,5 km (v) | 54e       | 29.31,9 (+3.23,1) pen.: 1 (0 + 1)            |
| María Giro (2) | 15 km (v)  | 66e       | 1:02.24,2 (+10.17,6) pen.: 5 (0 + 1 + 3 + 1) |

Amerikaanse Maagdeneilanden · Amerikaans-Samoa · Andorra · Argentinië · Armenië · Australië · België · Bermuda · Bosnië en Herzegovina · Brazilië · Bulgarije · Canada · Chili · China · Chinees Taipei · Cyprus · Denemarken · Duitsland · Estland · Fiji · Finland · Frankrijk · Georgië · Griekenland · Groot-Brittannië · Hongarije · IJsland · Israël · Italië · Jamaica · Japan · Kazachstan · Kirgizië · Kroatië · Letland · Liechtenstein · Litouwen · Luxemburg · Mexico · Moldavië · Monaco · Mongolië · Nederland · Nieuw-Zeeland · Noorwegen · Oekraïne · Oezbekistan · Oostenrijk · Polen · Portugal · Puerto Rico · Roemenië · Rusland · San Marino · Senegal · Slovenië · Slowakije · Spanje · Trinidad en Tobago · Tsjechië · Turkije · Verenigde Staten · Wit-Rusland · Zuid-Afrika · Zuid-Korea · Zweden · Zwitserland